# Betty Paoli
Pour les articles homonymes, voir Paoli et Gluck (homonymie).
Betty/Betti Paoli, aussi : Betty/Betti Glück, de son nom complet : Barbara Elisabeth Glück (30 décembre 1814 à Vienne, morte le 5 juillet 1894 à Baden, près de Vienne) est une poétesse, nouvelliste, journaliste et traductrice autrichienne.

## Biographie
Betty Paoli est le pseudonyme de Barbara Elisabeth (Anna) Glück, fille du médecin militaire Anton Glück. Toutefois, 'écrivaine autrichienne Marie von Ebner-Eschenbach l'indique à plusieurs personnes de manière confidentielle, Paoli serait la fille naturelle de Nicolas II Esterházy. Paoli bénéficie d'une bonne formation, mais après la mort prématurée de son père et la perte de la fortune de sa mère originaire de Belgique à 16 ans, elle doit subvenir à ses besoins en tant que gouvernante en Russie puis en Pologne. De 1843 jusqu'à sa mort en 1848, elle est la dame de compagnie de la Princesse Maria Anna Schwarzenberg. Avec elle, elle voyage en Hollande et en Allemagne, où elles rendent visite à Bettina von Arnim. En 1843, Betty Paoli passe plusieurs mois à Venise où elle prend des cours d'histoire de l'art. Après la mort de la princesse, elle part pour l'Allemagne travailler comme journaliste, mais elle revient au début des années 1850 à Vienne et continue de travailler comme femme de compagnie. Grâce à ces divers emplois, elle apprend le français, l'italien et l'anglais.
Ses premiers poèmes paraissent en 1832 et 1833 dans des journaux à Prague et à Vienne sous le nom de Betti/Betty Glück. De 1855 jusqu'à sa mort, elle vit sans attaches dans la maison de son Amie Ida Fleischl, la mère du physiologiste Ernst Fleischl von Marxow, à Vienne. Sa relation étroite avec la famille juive Fleischl (plus tard Fleischl von Marxow) laisse supposer que Betty Paoli était originaire d'une famille juive aussi,.
Paoli travaille en tant que journaliste pour les journaux Lloyd et Die Presse et rédige des pièces de théâtre, des livres et des critiques d'expositions. Sous la direction de Heinrich Laube, elle est (sous le nom de Branitz) traductrice en français de pièces pour le Burgtheater. Paoli et Fleischl von Marxow deviennent critiques d'art et conseillères pour l'écrivaine Marie von Ebner-Eschenbach.

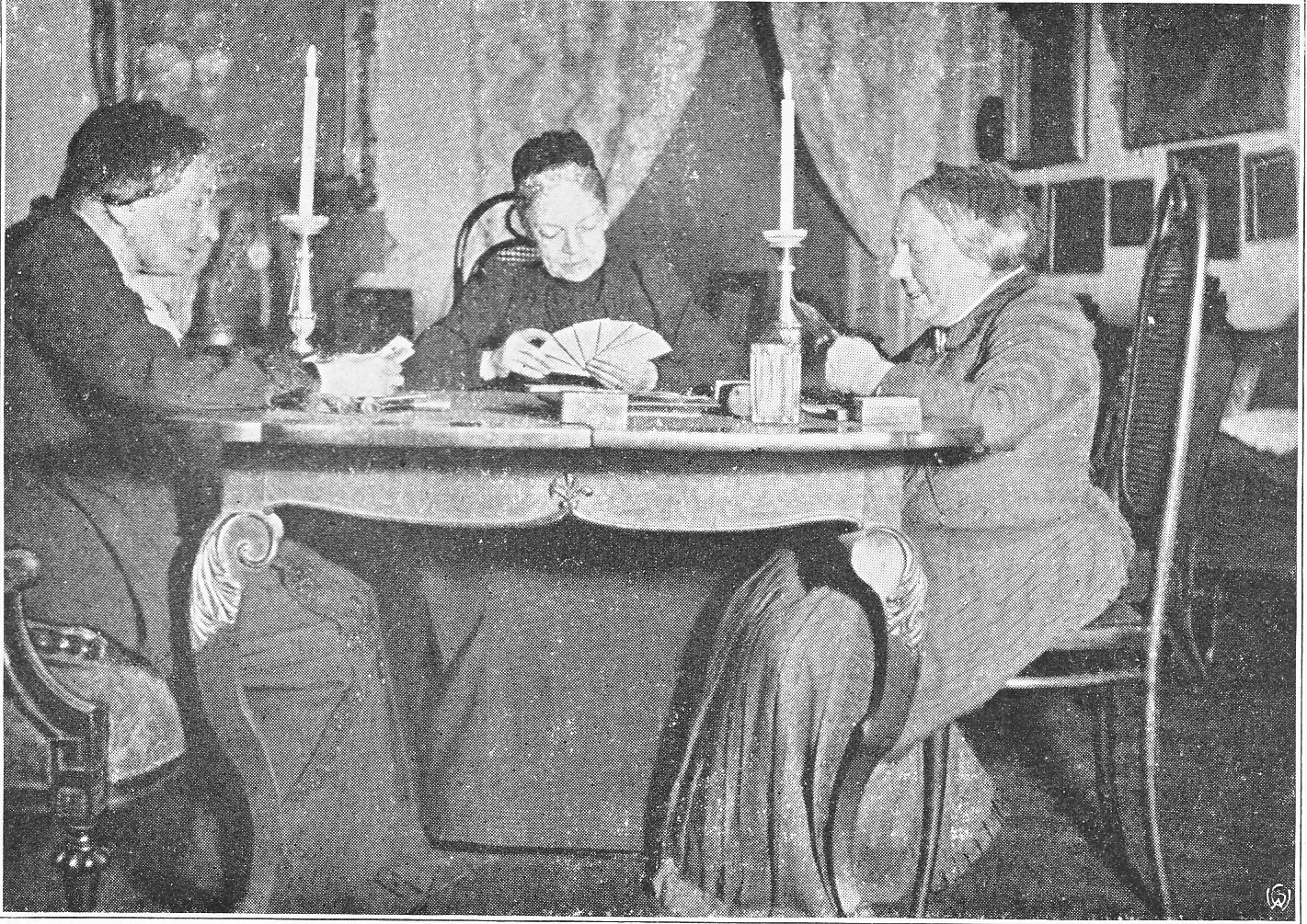
De gauche à droite : Betty Paoli, Marie Ebner von Eschenbach et Ida Fleischl von Marxow jouant aux cartes

Ses poèmes et ses écrits critiques font de Betty Paoli une importante figure des débuts du féminisme. Ses poèmes reçoivent la reconnaissance d'une de ses contemporains, Adalbert Stifter qui estime que son poèmes, Nach dem Gewitter : « Cette femme est un génie, et il ne reste que le calme et la prudence ». Pour Franz Grillparzer, elle est « la première poétesse autrichienne », pour Hieronymus Lorm en 1847, elle est la « plus grande poétesse allemande ». Elle a également publié plusieurs recueils de nouvelles.
Le 15 septembre 1872 le Théâtre de la ville de Vienne est ouvert avec un prologue écrit par Paoli et Rose Frauenthal (1852-1912).

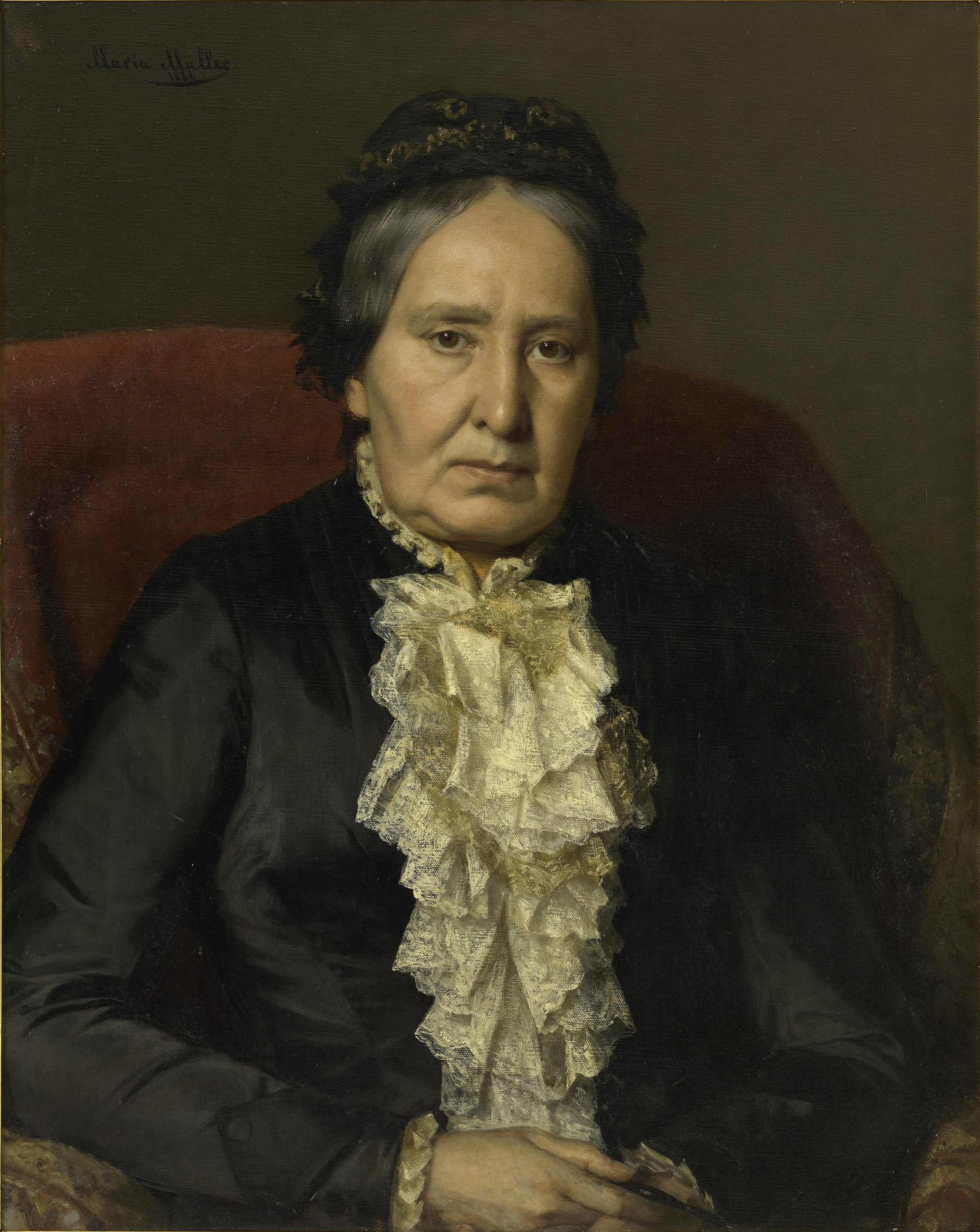
Portrait de Betty Paoli, par Marie Müller (1886), Vienna Museum Karlsplatz

Atteinte d'une neuropathie depuis le début des années 1840, elle part en cure à Baden à la mi-mai 1894. Dans la Albrechtsgasse 23, à proximité de Château de Weilburg, elle succombe à une infarctus du myocarde le 5 juillet 1894.
Betty Paoli est enterrée au cimetière central de Vienne (groupe 0, rangée 1, numéro 15). Lors de la procession funéraire le 7 juillet 1894, sa nécrologie est lue par Ferdinand de la Sarre (1833-1906) et Ottilie Bondy (1832-1921).
En 1930, une rue du quartier d'Hietzing à Vienne est renommée en son honneur.

## Travaux (sélection)
- Gedichte. [ « Poèmes »] Pesth, 1841.
- Nach dem Gewitter. Gedichte. [ « Après l'orage. Poèmes. » ] Gustav Heckenast, Pesth, 1843.
  - Deuxième édition. (Deuxième volume des poèmes). Gustav Heckenast, Pesth, 1850 [lire sur ALO (page consultée le 2020-12-27)].
- Die Welt und mein Auge. Novellen. [ « Le monde et mon œil. Nouvelles » ] Trois volumes. Gustav Heckenast, Pesth, 1844 :
  - tome 1 [lire en ligne],
  - tome 2 [lire en ligne],
  - tome 3 [lire en ligne].
- Romancero. (Poèmes épiques). Wigand, Leipzig, 1845 [lire en ligne].
- Neue Gedichte. [ « Nouveaux poèmes » ] Heckenast, Leipzig, 1850.
  - Deuxième édition, Heckenast, Pest, 1856 [lire en ligne].
- Lyrisches et Episches. [« Lyrique et épique »] Gustav Heckenast, Pesth, 1855 [lire en ligne].
- Wien’s Gemälde-Galerien in ihrer kunsthistorischen Bedeutung. [« Les galeries de peinture de Vienne et leur signification historique »] Gerold, Vienne, 1865 [lire en ligne].
- Julie Rettich – ein Lebens- und Charakterbild. [ « Julie Rettich : Une vie et un charactère » ] Vienne, 1866.
- Die Neue Hauptstadt Italiens. [ « Feuilleton. La nouvelle capitale italienne »]  In: Neue Freie Presse, Morgenblatt, Nr. 2473/1872, 15 juillet 1871.
- avec Stefan Hock : Briefe Betty Paolis an Leopold Kompert. In: Charles Glossy (éd.): Jahrbuch der Grillparzer-Gesellschaft. vol 18.1908. Konegen, Vienne 1908, p. 177–209 [lire sur ALO].